# Alexander König (Politiker)

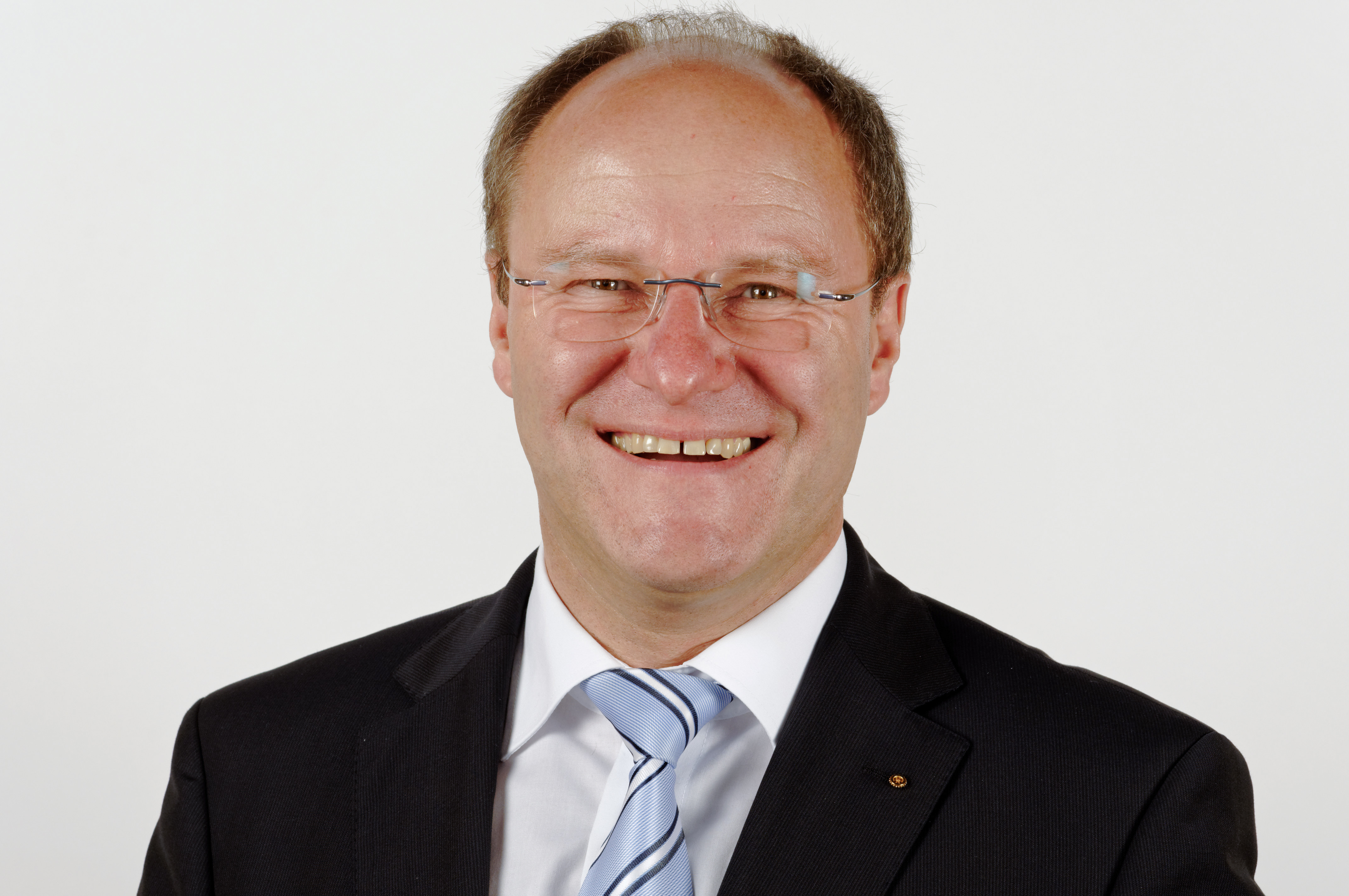
Alexander König (2012)

Alexander König (* 17. April 1961 in Hof an der Saale) ist ein deutscher Jurist und Politiker der CSU. Von 1998 bis 2023 war er Mitglied des Bayerischen Landtags. 

## Leben
Nach der Grundschule in Schauenstein besuchte er das Gymnasium Naila, das er 1981 mit dem Abitur abschloss. Danach absolvierte König den Wehrdienst und studierte Jura in Bayreuth. 1988 absolvierte er das erste Staatsexamen. 
Nach Stationen als Referendar bei Justiz und Anwaltschaft wurde er Steuerberater in Hof und arbeitete im Bauindustrieverband in Nürnberg. 1991 absolvierte er das zweite Staatsexamen; ab 1991 war König Mitarbeiter von Staatsminister Georg Freiherr von Waldenfels im Bayerischen Staatsministerium der Finanzen. Zudem ist er Oberregierungsrat und stellvertretender Amtsvorsteher in Auerbach/Sachsen.
König ist evangelisch-lutherisch, verheiratet und hat zwei Kinder.

## Politische Laufbahn
Bei der Jungen Union war er Orts-, Kreis- und Bezirksvorsitzender, bei der CSU wurde er 1991 Vorsitzender im Landkreis Hof. Nach dem Einzug in den Marktgemeinderat in Bad Steben und in den Kreistag 1984 wurde er 1998 als Direktkandidat im Stimmkreis Hof erstmals in den Bayerischen Landtag gewählt. Dort war König Vorsitzender des Ausschusses für Eingaben und Beschwerden und Mitglied des Ausschusses für Verfassungs-, Rechts- und Parlamentsfragen.
Am 20. August 2013 – kurz vor der bayerischen Landtagswahl am 15. September 2013 – wurde bekannt, dass er eine mehr als 6000 Euro teure Digitalkamera auf Steuerkosten abgerechnet hat.
König sagte der Presseagentur dpa, er habe sich vor einigen Wochen „aus freien Stücken“ an den Landtag gewandt, um das Geld zurückzuerstatten. Die Kamera sei zu schwer und zu unhandlich und deshalb für seine Zwecke nicht zu gebrauchen gewesen.
Der bayerische Ministerpräsident Horst Seehofer hielt den Fall König für „eigentlich abgeschlossen“, weil König vor dem Kauf das Einverständnis der Landtagsverwaltung eingeholt und das Geld erstattet habe.
Mit der Wahl 2018 wurde König erneut in den Landtag gewählt. Dort war er Mitglied des Ausschusses für Bundes- und Europaangelegenheiten sowie regionale Beziehungen und Mitglied des Ausschusses für Wirtschaft, Landesentwicklung und Energie. Bei der Kandidatenaufstellung zur Landtagswahl 2023 unterlag er seinem parteiinternen Mitbewerber Kristan von Waldenfels und schied mit Ablauf der 18. Wahlperiode im Oktober 2023 aus dem Landtag aus.